# Shannon Vreeland
Shannon Vreeland (Saint Louis, 15 novembre 1991) è un'ex nuotatrice statunitense, specialista dello stile libero.

## Carriera
Nata a Saint Louis, nel Missouri, ha iniziato a nuotare a livello agonistico frequentando la squadra dell'Università della Georgia nella NCAA. Specializzatasi nello stile libero, ha conquistato diverse medaglie, soprattutto nella staffetta, specialmente nella 4x200 e 4x100 stile libero, disciplina nella quale detiene anche in primato nazionale.

## Palmarès
- Olimpiadi

Londra 2012: oro nella 4x200m sl
- Mondiali

Barcellona 2013: oro nella 4x100m sl, nella 4x200m sl, nella 4x100m misti.
Kazan 2015: oro nella 4x200m sl e bronzo nella 4x100m sl.
- Mondiali in vasca corta

Istanbul 2012: oro nella 4x100m sl e nella 4x200m sl.
Doha 2014: argento nella 4x100m sl.
- Giochi PanPacifici

Gold Coast 2014: oro nella 4x200m sl, argento nella 4x100m e bronzo nei 200m sl.
- Universiade

Shenzhen 2011: argento nella 4x100m sl.
Gwangju 2015: oro nei 100m sl, nei 200m sl, nella 4x100m sl e nella 4x200m sl e bronzo nella 4x100m misti.